# Hvítá (Árnessýslu)

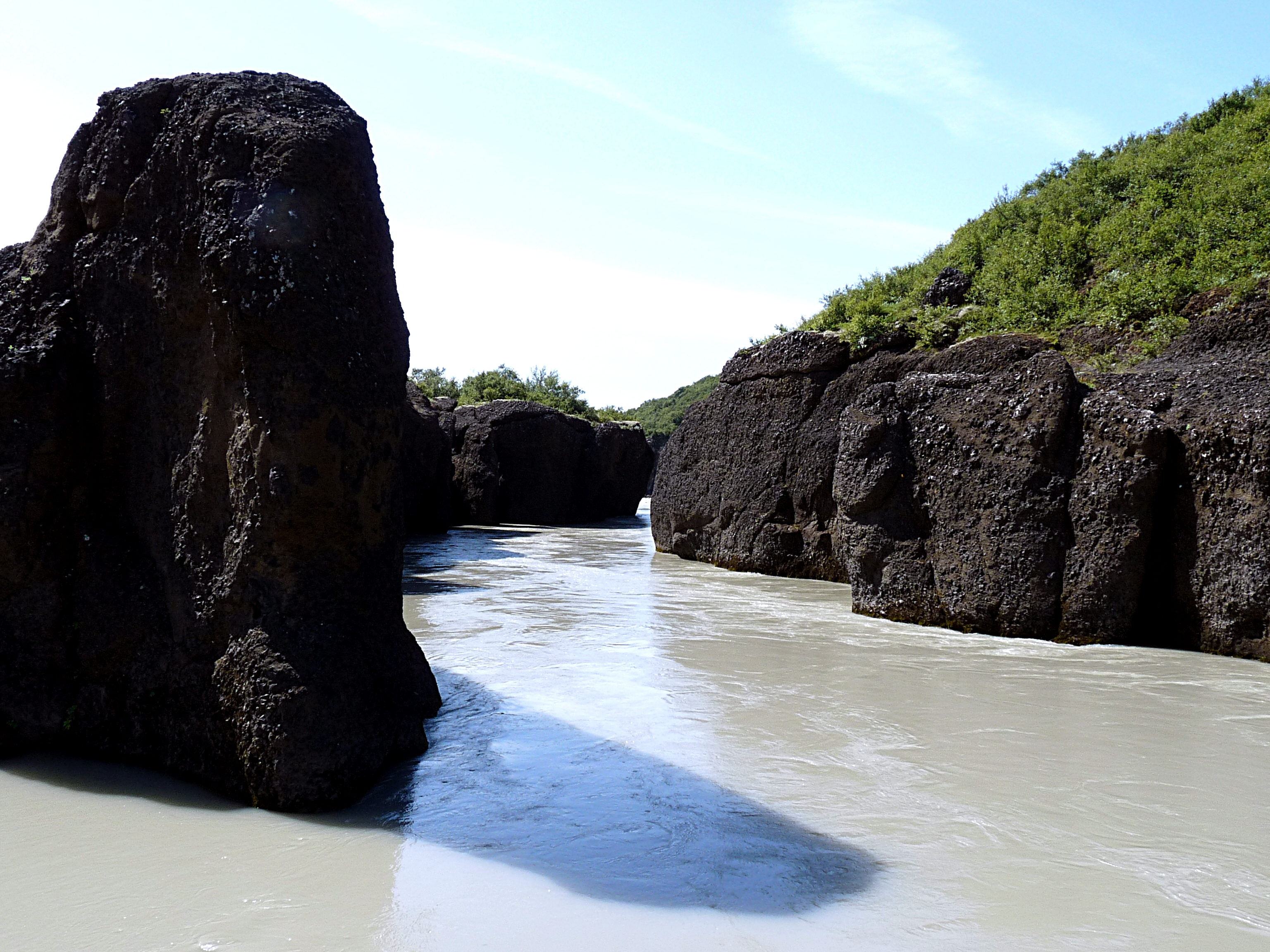
De Hvítá nabij Bruárhlöð

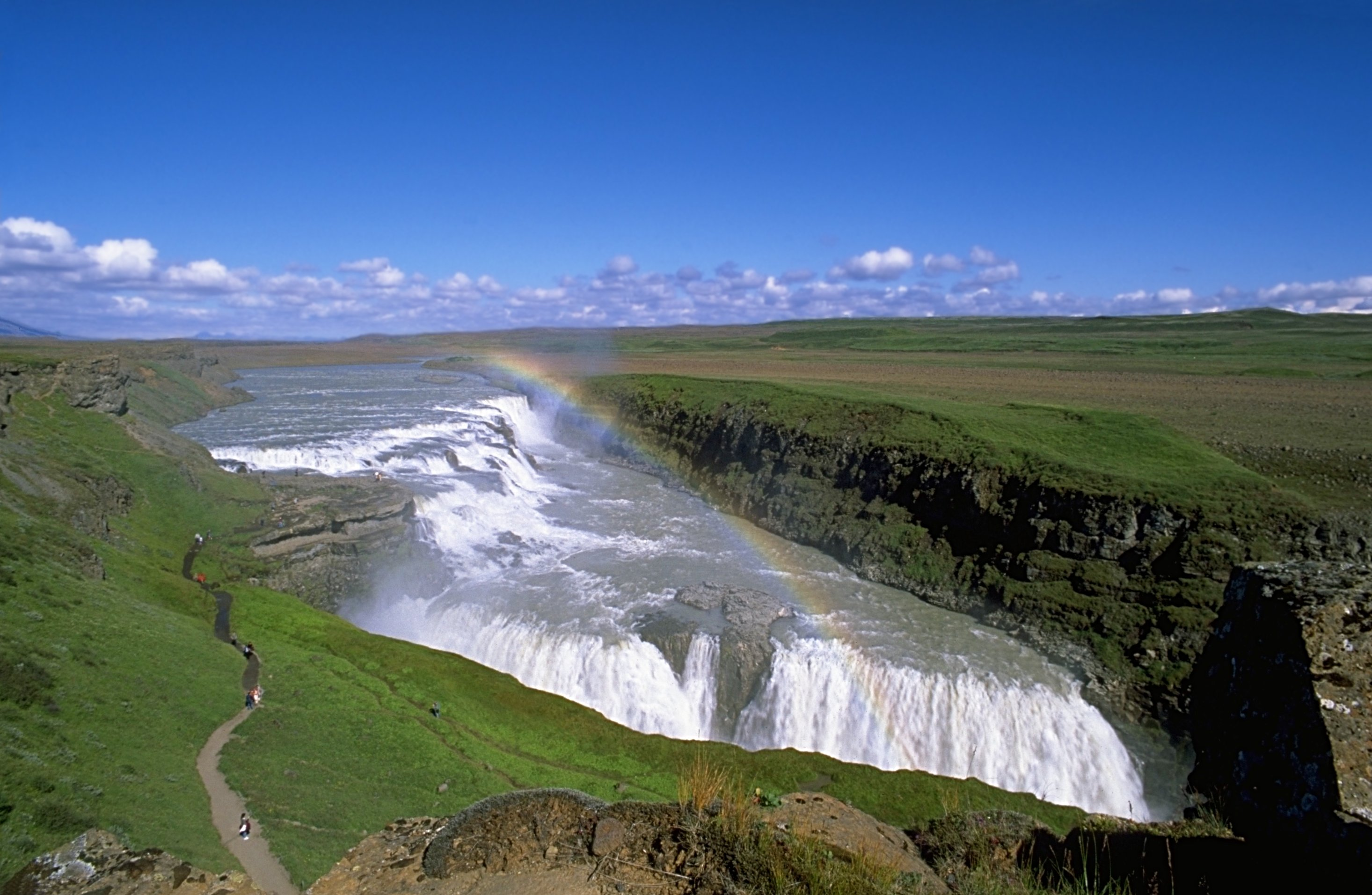
De Gullfoss waterval in de Hvítá

Hvítá ís IJslands voor Witte rivier, en er zijn meerdere rivieren en riviertjes met deze naam op IJsland. De naam is afkomstig van het licht gekleurde water dat de rivieren vaak bevatten. Rivieren die uit smeltwater van gletsjers ontstaan, hebben in het algemeen een kleur, variërend van melkwit tot donkergrijs, omdat het water slijpsel, gruis en sedimenten bevat. Een van de grootste rivieren die Hvítá heet, ligt in het zuiden van het IJsland. De rivier ontstaat in het gletsjermeer Hvítárvatn bij de Langjökull gletsjer in het hoogland. De rivier stroomt ongeveer 40 kilometer vooraleer zich in de Gullfoss waterval naar beneden te storten en in een smalle kloof verder te stromen. Wat verder vindt de samenvloeiing plaats met drie andere rivieren: Tungufljót, Brúará, en Stóra-Laxá. De rivier vervoert hier dubbel zoveel water als bij de Gullfoss. Net voor Selfoss vloeit de Hvítá samen met de Sog, en vandaar af verandert de naam in Ölfusá. De rivier mondt uiteindelijk in de Atlantische Oceaan uit.
Een andere grote rivier die Hvítá heet, ligt in het Borgarfjörður district.